# Japonsko na Zimních olympijských hrách 2002
Japonsko na Zimních olympijských hrách 2002 reprezentovalo 103 sportovců (59 mužů a 44 žen) v 14 sportech.

## Medailisté
| Medaile | Jméno           | Sport                | Disciplína |
| ------- | --------------- | -------------------- | ---------- |
| Stříbro | Hirojasu Šimizu | Rychlobruslení       | Muži 500 m |
| Bronz   | Tae Satojová    | Akrobatické lyžování | Ženy boule |